# ماندا ایناکر
ماندا ایناکر یک کوه در اریتره است که در منطقه اداری ۱ (عفر) واقع شده‌است.